# Poly Bridge 2
《Poly Bridge 2》是一款模拟益智游戏，也是《Poly Bridge》的续集。游戏由Dry Cactus制作和发行，音乐由Adrian Talens创作，可在Linux、macOS、Microsoft Windows、Android和iOS平台上游玩。

## 游戏玩法
《Poly Bridge 2》的游戏目标仍然是在有限的预算内使用所给的材料建造一座能够将车辆从A地运送到B地的桥梁。除了在《Poly Bridge》中已有的材料之外，还加入了一种新材料——弹簧。游戏提供了六个不同的世界，每个世界由16个关卡组成，还有五个“挑战世界”为前五个世界关卡的困难版，共有176个关卡。同时，游戏还添加了一个类似于Steam创意工坊的功能，允许玩家上传自己制作的关卡，供其他玩家游玩。该创意工坊部署在Dry Cactus的服务器上，使游戏与Epic游戏商城等其他启动器兼容，而《Poly Bridge》的创意工坊部署在Steam创意工坊，因此只有Steam用户能够使用此功能。

## 开发和发布
《Poly Bridge 2》仍然由新西兰的游戏开发者Dry Cactus开发并发布，加拿大作曲家Adrian Talens重新创作了原声带。游戏于2020年5月28日在Epic游戏商城和Steam上发布，适用于Linux、macOS和Microsoft Windows平台。它带有四个常规世界和四个挑战世界，并于2020年8月2日发布了另外两个常规世界和一个挑战世界。《Poly Bridge 2》的移动版于2020年10月26日在Android上发布，2020年10月27日在iOS上发布。

## 评价
根据汇总媒体Metacritic，《Poly Bridge 2》获得了“褒贬不一或中庸”的评价。然而，它在Steam上属于“好评如潮”，截至2021年3月22日，2852篇用户评测中96%为好评。它在Google Play商店获得了4.83星的评价，在App Store获得了4.43星的评价。
Gaming Nexus的Russell Archey给该游戏评8.5分。他觉得这个游戏“令人愉快和放松”，每当他建造的桥断裂，司机驶入水中时都会给自己带来很多快乐。
Impulse Gamer的Chris O'Connor给了这款游戏3.6分的评价。他称赞这款游戏非常有趣，价格合理，但批评它没有足够的关卡。
Rock, Paper, Shotgun的John Walker评论说，该游戏“更像是一个扩展包，而不是一个全新的游戏”，他认为如果独自一个人建造的话，很难欣赏这个游戏。